# Dolmen de la Pierre Euberte

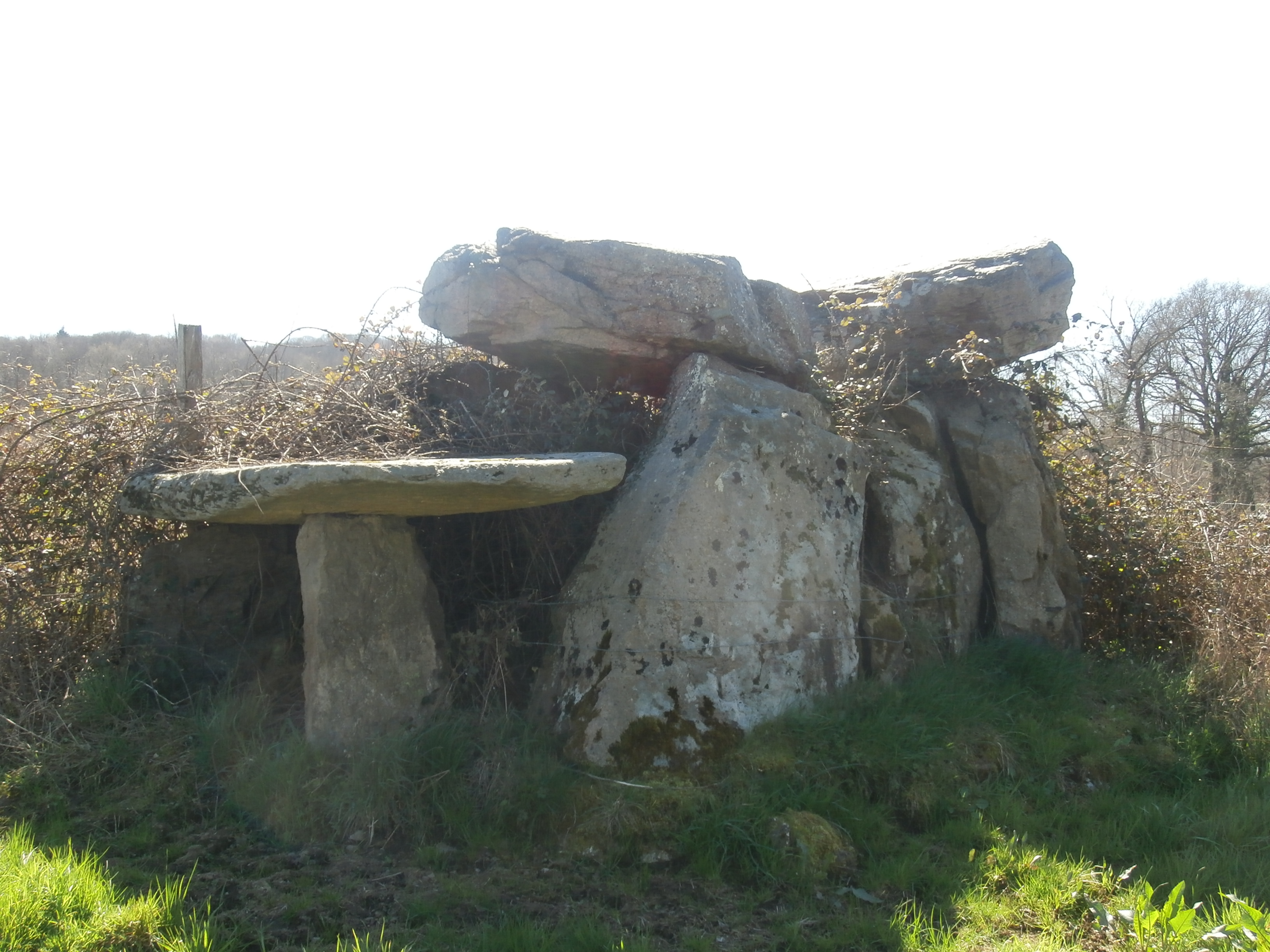
Dolmen de la Pierre Euberte

Der Dolmen de la Pierre Euberte (auch Dolmen la Pierre Cuberte oder Dolmen de la Valette genannt) ist ein Dolmen vom Typ angevin (auch Loire-Typ genannt), mit vorgebautem Portal. Dolmen ist in Frankreich der Oberbegriff für Megalithanlagen aller Art (siehe: Französische Nomenklatur).
Der Dolmen de la Pierre Euberte liegt auf einem Hügel in einer Wallhecke beim Weiler La Vallette, südlich von Dun-le-Palestel, bei Guéret im Val de Creuse, im Département Creuse in Frankreich.
Der nahezu intakte Dolmen besteht aus einer allseits geschlossenen Kammer. Sie ist 2,75 m lang, 1,75 m hoch und mit zwei Decksteinen bedeckt. Der Dolmen ist seit 1980 ein Monument historique.